# Listă de seriale TV de groază
Aceasta este o listă de seriale TV de groază în ordine alfabetică după decenii:

## List
- Lights Out (1946-1952)
- The Vampira Show (1954–1955)
- Alfred Hitchcock Presents (1955-1965)
- Armchair Theatre (1956-1974)
- The Veil (1958)
- 13 Demon Street (1959–1960)
- Alcoa Presents: One Step Beyond (1959-1961)
- The Twilight Zone (1959–1964)
- Thriller (1960-1962)
- Way Out (1961)
- Great Ghost Tales (1961)
- The Outer Limits (1963–1965)
- The Addams Family (1964-1966)
- The Munsters (1964-1966)
- Mystery and Imagination (U.K., 1966-1970)
- Dark Shadows (1966–1971)
- Yōkai Ningen Bem (Japan, 1968–1969)
- Strange Paradise (1969-1970)
- Scooby-Doo, Where Are You! (1969-1970, 1978)
- Night Gallery (1969, 1970-1973)

- Doomwatch (U.K., 1970–1972)
- Fright Night (1970–1981), gazdă pentru filme de groază
- Groovie Goolies (1970–1971)
- A Ghost Story for Christmas (U.K., 1971–1978)
- Dead of Night (U.K., 1972)
- Devilman (Japan, 1972–1973)
- Ghost Story (1972–1973)
- Thriller (U.K., 1973-1976)
- Dororon Enma-kun (Japan, 1973–1974)
- The Evil Touch (Australia, 1973–1974)
- Fright Night (1973–1987), gazdă pentru filme de groază
- The Addams Family (1973)
- Kolchak: The Night Stalker (1974–1975)
- The Ghost Busters (1975)
- Beasts (U.K., 1976)
- Monster Squad (1976)
- Youkaiden Nekome Kozō (Japan, 1976)
- Quinn Martin's Tales of the Unexpected (1977)
- In Search Of... (1977-1982, 2002)
- Supernatural (U.K., 1977)
- Armchair Thriller (U.K., 1978-1981)
- Tales of the Unexpected (U.K., 1979-1988)

- Hammer House of Horror (1980)
- Drak Pack (1980)
- Dingbat and the Creeps (1980)
- Darkroom (1981–1982)
- The Old Miao Myth (1983)
- The Hitchhiker (serial TV) (1983-1991)
- Tales from the Darkside (1983, 1984-1988)
- The Ray Bradbury Theater (1985-1992)
- The Twilight Zone (1985–1989)
- Alfred Hitchcock Presents (1985-1989)
- Amazing Stories (1985-1987)
- Brivido Giallo (1986)
- The Real Ghostbusters (1986–1991)
- Ghostbusters (1986)
- Unsolved Mysteries (1987-1997, 1997-1999, 2001–2002, 2008-2010)
- Friday the 13th: The Series (1987–1990)
- Monsters (1988-1991)
- War of the Worlds (1988-1990)
- Freddy's Nightmares (1988–1990)
- The Munsters Today (1988-1991)
- Count Duckula (1988–1993)
- Tales from the Crypt (1989–1996)
- Werewolf (1987-1988)

- It (1990)
- Twin Peaks (1990-1991, 2017–prezent)
- Swamp Thing: The Series (1990-1993)
- Beetlejuice (1990-1992)
- She-Wolf of London (1990-1991)
- Are You Afraid of the Dark? (1990-1996, 1999-2000, 2019)
- Dark Shadows (1991)
- Eerie, Indiana (1991-1992)
- Gravedale High (1991)
- Nightmare Cafe (1992)
- Forever Knight (1992-1996)
- The Addams Family (1992-1993)
- Zee Horror Show (1993–1997)
- The X-Files (1993-2002, 2016–prezent)
- Tales from the Cryptkeeper (1993-2000)
- Gargoyles (1994-1997)
- The Kingdom (1994–1997)
- Monster Force (1994)
- Aaahh!!! Real Monsters (1994–1997)
- Chiller (1995)
- American Gothic (1995–1996)
- Aahat (1995–2015)
- Goosebumps (1995–1998)
- The Outer Limits (1995–2002)
- Kindred: The Embraced (1996)
- Poltergeist: The Legacy (1996-1999)
- Bone Chillers (1996)
- Millennium (1996-1999)
- Hell Teacher Nūbē (1996–1997)
- Anveshitha (1997–1999)
- Berserk (1997–1998)
- Buffy the Vampire Slayer (1997–2003)
- Perversions of Science (1997)
- The Hunger (1997-2000)
- Chock (1997)
- Clive Barker's A-Z of Horror (1997)
- Eko Eko Azarak (1997)
- Ghost Stories (1997–1999)
- Vampire Princess Miyu (1997–1998)
- Extreme Ghostbusters (1997)
- Brimstone (1998–1999)
- Charmed (1998–2006)
- Devil Lady (1998–1999)
- Eerie, Indiana: The Other Dimension (1998)
- Woh (1998)
- Betterman (1999)
- Blue Gender (1999–2000)
- Gregory Horror Show (1999–2003)
- Pet Shop of Horrors[1] (1999)
- Saturday Suspense (1999–2000)
- Archie's Weird Mysteries (1999–2000)
- Angel (1999-2004)
- Courage the Cowardly Dog (1999-2002)

- Boogiepop Phantom[1] (2000)
- Descendants of Darkness (2000)
- The Fearing Mind (2000)
- Ghost Stories[2] (2000–2001)
- MPD Psycho (2000)
- Sci-Fi Harry (2000–2001)
- Urban Gothic (2000–2001)
- The Chronicle (2001–2002)
- Dark Realm (2001)
- Witchblade (2001-2002)
- Hellsing (2001–2002)
- Grim & Evil (2001-2002)
- Night Visions (2001)
- The Nightmare Room (2001–2002)
- Wolf Lake (2001-2002)
- The SoulTaker (2001)
- Ssshhhh...Koi Hai (2001–2010)
- The Dead Zone (2002–2007)
- Demon Lord Dante (2002)
- Glory Days (2002)
- The Twilight Zone (2002-2003)
- Haunted (2002)
- Kya Hadsaa Kya Haqeeqat (2002–2004)
- Phantom Investigators (2002)
- Tremors (2003)
- Dead Like Me (2003-2004)
- Divergence Eve (2003)
- Death Note (2003-2007)
- Freaky (2003)
- Gilgamesh (2003–2004)
- Mermaid's Forest (2003)
- The Grim Adventures of Billy and Mandy (2003-2008)
- Requiem from the Darkness[3] (2003)
- Shadow Star (2003)
- Carnivàle (2003-2005)
- Unexplained Mysteries (2003-2004)
- Shingetsutan Tsukihime (2003)
- The Wicked and the Damned: A Hundred Tales of Karma (2003)
- Martin Mystery (2003–2005)
- Tutenstein (2003–2008)
- The Collector (2004–2006)
- Eko Eko Azarak -eye- (2004)
- Kingdom Hospital (2004)
- Elfen Lied[1] (2004)
- Danny Phantom (2004-2007)
- Gantz (2004)
- The Great Horror Family (2004)
- Kyaa Kahein (2004–2005)
- Monster (2004–2005)
- Nginiig (2004–2006)
- Paranoia Agent[2](2004)
- Raat Hone Ko Hai (2004–2005)
- Hex (2004-2005)
- Lost (2004-2010)
- Supernatural (2005–prezent)
- Surface (2005-2006)
- Invasion (2005-2006)
- Dante's Cove (2005–2007)
- Garo (2005–2006)
- Hell Girl[1] (2005–2009)
- A Haunting (2005-2007, 2012–prezent)
- Lucy, the Daughter of the Devil (2005-2007)
- Masters of Horror (2005–2007)
- Monster Allergy (2005–2009)
- Trinity Blood (2005)
- Ayakashi: Samurai Horror Tales (2006)
- Blade: The Series (2006)
- Nightmares and Dreamscapes: From the Stories of Stephen King (2006)
- Black Blood Brothers (2006)
- Coma (2006)
- Da Adventures of Pedro Penduko (2006–2007)
- Dexter (2006–2013)
- Ghost Hunt[4] (2006–2007)
- Higurashi When They Cry[4] (2006)
- Kemonozume (2006)
- Night Head Genesis (2006)
- Red Garden (2006–2007)
- Tokko[5] (2006)
- Yōkai Ningen Bem (2006)
- School for Vampires (2006–2010)
- The Dresden Files (2007)
- Blood Ties (2007)
- Ayakashi (2007–2008)
- Bokurano (2007)
- Devil May Cry: The Animated Series (2007)
- The Fairies of Liaozhai (2007–prezent)
- Moonlight (2007-2008)
- Ghost Hound (2007–2008)
- La Vendetta (2007–2008)
- Pedro Penduko at ang mga Engkantao (2007)
- Princess Resurrection (2007)
- Devil May Cry (2007-2009)
- Rental Magica (2007–2008)
- Tokyo Majin (2007)
- Apparitions (2008)
- Being Human (2008–2013)
- Crooked House (2008)
- E.S.P. (2008)
- Fear Itself (2008)
- Maligno (2008)
- Mnemosyne[1] (2008)
- True Blood (2008-2014)
- Mōryō no Hako (2008)
- Patayin Sa Sindak Si Barbara (2008)
- Rosario + Vampire (2008)
- Vampire Knight (2008)
- Yakushiji Ryōko no Kaiki Jikenbo (2008)
- Florinda (2009)
- Harper's Island (2009)
- Kaidan Restaurant (2009–2010)
- Misteryo (2009–2011)
- Nasaan Ka Maruja? (2009)
- Umineko: When They Cry[1] (2009)
- Demons (2009)
- The Vampire Diaries (2009-2017)
- The Haunted (2009-2011)

- Happy Town (2010)
- Haven (2010–2015)
- Highschool of the Dead[2] (2010)
- Shiki[1] (2010)
- Lost Girl (2010–2015)
- Todd and the Book of Pure Evil (2010–2012)
- R. L. Stine's The Haunting Hour: The Series (2010–2014)
- The Walking Dead (2010–prezent)
- Becoming Human
- Unsealed Alien Files (2011–prezent)
- American Horror Story (2011–prezent)
- Anhoniyon Ka Andhera (2011)
- Supernatural: The Anime Series (2011)
- Being Human (2011–2014)
- Blood-C[2] (2011)
- Deadman Wonderland (2011)
- Death Valley (2011)
- The Strange Calls (2011)
- Dororon Enma-kun Meeramera (2011)
- Garo: Makai Senki (2011–2012)
- Gosick[6] (2011)
- Kaala Saaya (2011)
- Teen Wolf (2011–2017)
- The Secret Circle (2011–2012)
- Yōkai Ningen Bem (2011)
- Grimm (2011–2017)
- Black Mirror (2011–prezent)
- Femme Fatales (2011–2012)
- Another[7] (2012)
- Bhairavi Aavigalukku Priyamanaval (2012–prezent)
- Gravity Falls (2012-2016)
- The River (2012)
- Holliston (2012–prezent)
- Btooom! (2012)
- 666 Park Avenue (2012–2013)
- Oka Tokat (2012)
- Shi to Kanojo to Boku (2012)
- Deadtime Stories (serial TV) (2012–2013)
- The Returned (2012–prezent)
- Ripper Street (2012–prezent)
- Cassandra: Warrior Angel (2013)
- Darknet (2013–2014)
- Ek Thhi Naayka (2013)
- In the Flesh (2013–2014)
- Bates Motel (2013–2017)
- Hannibal (2013–2015)
- Garo: Yami o Terasu Mono (2013)
- Hemlock Grove (2013–2015)
- Sleepy Hollow (2013–2017)
- The Originals (2013–2018)
- Ravenswood (2013–2014)
- Higanjima (Island of the Equinox) (2013)
- Dracula (2013–2014)
- Pupipō![8] (2013–2014)
- Yamishibai: Japanese Ghost Stories[9] (2013–prezent)
- Spooksville (2013–2014)
- Bitten (2014–2016)
- Inside No. 9 (2014–prezent)
- From Dusk till Dawn: The Series (2014–prezent)
- Garo: Makai no Hana (2014)
- Helix (2014–2015)
- M3 the dark metal (2014)
- Salem (2014–2017)
- Parasyte -the maxim-[10] (2014–2015)
- Penny Dreadful (2014–2016)
- Pupa[11] (2014)
- Terra Formars (2014)
- Tokyo Ghoul[2] (2014)
- The Strain (2014–2017)
- In Search of Aliens (2014)
- Intruders (2014)
- Z Nation (2014–prezent)
- Constantine (2014–2015)
- Heartless (2014–?)
- Monsters Among Us (TV mini-series) (2015)
- Darr Sabko Lagta Hai (2015–prezent)
- Dhruv Raj Sharma (2015–?)
- Fortitude (2015–prezent)
- The Returned (2015)
- iZombie (2015–2019)
- Garo: Gold Storm Sho (2015)
- Wayward Pines (2015–prezent)
- The Whispers (2015)
- Scream (2015–prezent)
- Fear the Walking Dead (2015–prezent)
- Scream Queens (2015–2016)
- Kagewani (2015–prezent)
- Ash vs Evil Dead (2015–2018)
- South of Hell (2015–prezent)
- Making a Murderer (2015–prezent)
- Re-Kan![12] (2015)
- School-Live![1] (2015)
- Tokyo Ghoul √A[13] (2015)
- Zindagi Abhi Baaki Hai Mere Ghost (2015–2016)
- Shadowhunters (2016–2019)
- Ajin: Demi-Human (2016–prezent)
- Lucifer (2016–prezent)
- Slasher (2016–prezent)
- Damien (2016)
- Houdini and Doyle (2016)
- Higurashi When They Cry[14] (2016)
- Terra Formars Revenge (2016–prezent)
- Wynonna Earp (2016–prezent)
- Wolf Creek (2016–prezent)
- Outcast (2016–2017)
- Preacher (2016–prezent)
- BrainDead (2016)
- American Gothic (2016)
- Dead of Summer (2016)
- The Living and the Dead (2016–prezent)
- Stranger Things (2016–prezent)
- Crow's Blood (2016)
- Van Helsing (2016–prezent)
- The Exorcist (2016–2017)
- Aftermath (2016–prezent)
- Channel Zero (2016–prezent)
- Crazyhead (2016–prezent)
- Stan Against Evil (2016–prezent)
- Trollhunters (2016–?)
- Bunnicula (2016–2018)
- Santa Clarita Diet (2017–2019)
- Midnight, Texas (2017–?)
- The Mist (2017–?)
- Castlevania (2017–prezent)
- The Better Half (2017–prezent)
- Mindhunter (serial TV) (2017–prezent)
- Hotel Transylvania: The Series (2017–?)
- Tales from the Crypt (2017–?)
- Time of Death (2017–?)
- Creatures (2017–?)
- The Terror (2017–?)
- Blood Drive (2017)
- Electric Dreams (2017-prezent)
- Vampirina (2017–?)
- Legend Quest (2017–?)
- Ghosted (2017–?)
- Creeped Out (2017–?)
- The Dark Tower (2018?–?)
- The Purge (2018-2019)
- Saaya (2018)
- Mr. Mercedes (2018–?)
- Dimension 404 (?)
- Locke and Key (?)
- Underworld (?)
- Into the Dark (2019-?)
- Tremors (?)
- The Lost Boys (?)
- Empire of the Dead (?)
- Let the Right One In (?)
- Amazing Stories (?)
- The Twilight Zone (?)
- Hack/Slash (?)
- NOS4A2
- Lore (?)
- Rabid (?)
- Paranormal Event Response Unit (?)
- Nightmare Time (?)
- The People Under the Stairs (?)
- Castle Rock (?)
- The Chilling Adventures of Sabrina
- The Passage (2018)
- The Haunting of Hill House
- Magical Girl Site
- Lovecraft Country
- Carnival Row
- Swamp Thing
- Sam and Twitch
- Locke and Key
- Nightbreed

- 30 de arginți[15][16]

2020
- Locke & Key[17][18]
- Lovecraft Country
- Monsterland
- Reality Z[19]
- Truth Seekers[20][21]
- The Walking Dead: World Beyond[22]

2021
- 10 After Midnight[23][24]

- DeadEndia[25]